# Хидроенергетски потенцијала реке Врбас
Хидроенергетски потенцијала реке Врбас који је тренутно искоришћен са нешто више од петине, а на подручју тока кроз Републику Српску још и мање, има велике потенцијале. То потврђују спроведене студије кокје показују да распложиви хидроенергетски потенцијал слива реке Врбас износе око 4.270 GWh електричне енергије, у средње влажној години. Од наведеног потенцијала на основни водоток отпада 2.510 GWh или 58,8%, а на све притоке реке Врбас 1.760 GWh или 41,2 %. Од укупно искористивог хидроенергетског потенцијала сливног подручја Врбаса који износи око 3.200 GWh данас се за производњу електричне енергије користи око 720 GWh или 22,5% у хидроелектранама Јајце 1, Јајце 2 и Бочац.
Од могућег хидроенергетског потенцијала Врбаса у делу који протиче кроз Републику Српску, а који износи 1.895 GWh а користи се само 307 GWh, односно 16,2% за погон ХЕ Бочац инсталисане снаге од 110 мегавата.

## Река Врбас
Река Врбас чији слив се налази у западном делу Босне и Херцеговине, на територији општина Горњи Вакуф, Бугојно, Доњи Вакуф, Јајце, Бања Лука (град), Лакташи, Србац и Градишка, у којима живи преко 500.000 становника.
На целокупном свом току, Врбас је створио идеалне услове за развој биодиверзитета. Литице кањона Врбаса су дом орловима, соколовима и јастребовима. Његовим зеленим водама пливају липљен, пастрмка и младица, што је сврстава у једну од најатрактивнијих за риболовни туризам.

### Географске карактеристике
Река Врбас извире испод планине Зец (планина код Фојнице) и након 235 km дугог тока улива се у реку Саву код Српца, на 96 m надморске висине. На свом путу од извора до ушћа ртека Врбас својом вооодом усекла је композитну долину, пролазећи кроз Скопљанску котлину, Виначку клисуру, Јајачку котлину, кањонску долину Тијесно, Бањалучку котлину и Лијевче поље.
На свом току она ствара три карактеристичне целине, у: 
- горњем току од извора до Јајца река Врбас је типична планинска река с много брзака и слапова,
- средњем току, од Јајца до Бање Луке, река Врбас је са наглашеним падом корита као пробојница формира дубоки кречњачки кањон,
- доњем току, од Бање Луке до ушћа, река Врбас има карактеристике типичне равничарске река.

Пре Бање Луке, Врбас пролази кроз кањон и бројне клисуре, који су заштићени Законом о заштити природних вриједности из 1955. године. Тече кроз: Скопљанску котлину, Виначку клисуру, Јајачку котлину, кањонску долину Тијесно, Бањалучку котлину а доњим током преко своје макроплавине Лијевче поље.

### Слив
Слив реке Врбаса који има површину око   6.386 km² је издуженог облика дужине 150 km и просечне ширине 70 km. Просечна надморска висина слива је 690 м.н.в., а највиша тачка у сливу је на око 2.100 м.н.в.
Просечне годишње падавине у подрућју слива крећу се одо око 800 l/m2 при ушћу Врбаса у Саву до око 1500 l/m2 на јужном делу слива.
Просечно вишегодишње отицање са слива реке Врбаса износи око 132 m³/s. Просечно специфично отицање износи око 20,7 l/s/km².
Поред реке Врбас њен слив чине и:
- 36 директне притоке дуже од 10 километара, међу којима су најзначајније реке Плива, Угар, Црна ријека и Врбања,
- многобројне мање притоке у горњем току, реке: Десна, Тушница, Трновача, Крушчица, Бистрица, Бунта, Вилешки поток (Вилешка ријека), Весочница, Поричница, Витина (Витинска ријека), Дубока, Прусачка и Оборачка ријека и Семешница.

### Хидроенергатски потенцијал
- Просјечан пад главног тока реке Врбас је 6 m/km, што га чини атрактивним за хидроенергетско коришћење. *Просечна надморска висина је око 690 m.n.m.
- Просечне годишње падавине крећу се одо око 800 l/m² на ушћу Врбаса у Саву до око 1.500 l/m² на јужном делу слива.
- Просечно вишегодишње отицање са слива реке Врбаса износи око 132 m³/s.
- Просечно специфично отицање износи око 20,7 l/s/km².
- Просечни коефицијент отицаја је око 0,59.
- Режим тока воде у сливу реке Врбас је неравномеран.
- Минимални протицаји падају на око 22-23% од просечног вишегодишњег протицаја.
- Екстремно и до 10% на Врбасу код Горњег Вакуфа и на ушћу Врбање.
- Максимални протицаји су од пет пута већи од средњих вишегодишњих протицаја.
- Велике воде појављују се у периоду март-мај, а најизраженије су у априлу.
- Маловодни периоди се јављају у периоду август-септембар, са минималним протицајем у августу.

## Историја
Хидроенергетски потенцијал реке Врбаса први су уочили Аустроугарли још за време владавине Аустроугарске монархије Босном и Херцеговином. Они су 1894. године изградили прву хидроелектрану Јајце, снаге 8 MW. Електрична енергија произведена у ов ој хидроелектрани користила се у хемијској индустрији све до 1957. године.
Након Другог светског рата започела је изградња нових савременијхих хидроенергетских објеката. Прво је  1954. изграђена ХЕ "Јајце 2" снаге 30 мегавата са билансном производњом 175 гигават-часова, а три године касније и ХЕ "Јајце 1" снаге 48 мегавата и билансном производњом струје од 232 гигават-часова.
По завршетку изградње та два објекта, стало се са даљом изградњом хидроелектрана, иако се наставило се са израдом пројектне документације и истражним радовима на средњем току реке Врбас, на потезу од ХЕ Јајце 2 па до Бања Луке.
До данас је у Републиици Српској приказано неколико решење за изградњу једне или више хидроелектрана.

### Хидроелектрана Бочац
Хидроелектрана Бочац која је изграђена и пуштена у рад  5. децембра 1981. године користи 16,2% укупног хидропотенцијала реке Врбас са притокама. Овај део хидропотенцијала Врбаса се у целости налази у Републици Српској.
Распадом електроенергетског система БиХ 1991. године, Хидроелектрана “Бочац” радила је једно време самостално и з ратним околностима испоручивала је електричну енергију Бањалучкој регији, Личкој Крајини и Западној Славонији.
Од 1992. године Хидроелектрана Бочац послује у оквиру матичног предузећа „Електропривреда Републике Српске“
| Основни технички подаци ХЕ Бочац                                     |                                            |
| Тип бране                                                            | бетонска лучна са двоструком закривљеношћу |
| Кота круне                                                           | 286,00 [m n.m.]                            |
| Кота најдубљег дијела темеља                                         | 220,00 [m n.m.]                            |
| Грађевинска висина                                                   | 66 [m]                                     |
| Дебљина бране у темељу                                               | 13 [m]                                     |
| Дебљина бране у круни                                                | 3 [m]                                      |
| Дужина лука у круни                                                  | 221,38 [m]                                 |
| Запремина тијела бране                                               | 76.000 [m³]                                |
| Средњи годишњи доток                                                 | 78,40 [m³/s]                               |
| Кота максималног успора                                              | 283,00 [m n.m.]                            |
| Кота нормалног успора                                                | 282,00 [m n.m.]                            |
| Кота минималног дневног радног нивоа                                 | 279,60 [m n.m.]                            |
| Кота екстремно минималног радног нивоа                               | 254,00 [m n.m.]                            |
| Површина акумулације на КНУ                                          | (26,79) 2,3345 [km²] ili 233,45 [ha]       |
| Средња рачунска дубина акумулационог базена                          | 22,6 [m]                                   |
| Дужина акумулационог базена                                          | 17,5 [km]                                  |
| Тип акумулације                                                      | Вјештачка са седмичним изравнањем          |
| Година првог пуњења                                                  | 1981.                                      |
| Укупна запремина акумулације                                         | 52,1 x 106 [m³]                            |
| Корисна запремина акумулације                                        | 42,9 x 106 [m³]                            |
| Енергетска вриједност акумулације за максималну коту (283,00 m n.m.) | 5,322 [GWh]                                |
| Максимални бруто пад                                                 | 54,86 [m]                                  |
| Нормални бруто пад                                                   | 53,86 [m]                                  |
| Минимални бруто пад                                                  | 51,46 [m]                                  |
| Капацитет органа за евакуацију вода                                  | 1478 [m³/s]                                |
| Број агрегата                                                        | 2                                          |
| Инсталисана привидна снага                                           | 2 x 65 [MVA]                               |
| Инсталисана активна снага                                            | 2 x 55 [MW]                                |
| Инсталисани проток                                                   | 240 [m³/s]                                 |
| Степен корисног дејства агрегата (nt x ng x ntr)                     | 0,948 x 0,98 x 0,995 = 0,924               |
| Укупна годишња производња                                            | 307,5 [GWh]                                |
| Датум пуштања агрегата у погон                                       | 5.12.1981.                                 |
| Тип турбина                                                          | Francis, вертикална                        |
| Номинални број обртаја                                               | 150 [min-1]                                |
| Број обртаја при побјегу                                             | 322 [min-1]                                |

### Хидроелектрана Бочац 2
За предузеће „Хидролекетране на Врбасу“ а.д Мркоњић Град изградња ХЕ „Бочац 2“ је представљао један од највећих изазова након изгадње ХЕ „Бочац због јединственог и специфичног објекта. Изградња ове хидроелектране трајала је од јула 2015. године до пуштања у рад у августу 2018. године. У објекат је уграђено више од 15.000 кубних метара бетона, више од 1.000 тона арматурног челика и ископано преко 40.000 кубних метара стијенског материјала.
Хидроелектрана „Бочац 2“ је изграђена тако да задовољава савремене трендове и технолошка достигнућа која се примењују на страним тржиштима. Опрему која је у њу уграђена испуњава европске и светске стандарде, како у делу ефикасности, тако и делу заштите на раду и заштите животне средине. Хидроелектрана „Бочац 2“ је била најисплативија и најизводљивија инвестиција са максималном снагом 8.76 МW и просечном годишњом производњом 41.603 GWh.
| Назив електране                                                                                              | MHE Бочац 2                                    | MHE Бочац 2                                    |
| Тип електране                                                                                                | Прибранско, проточна                           | Прибранско, проточна                           |
| Почетак рада                                                                                                 | 28. септембар 2018. године                     | 28. септембар 2018. године                     |
| Начин управљањењ                                                                                             | Аутоматски/SCADA систем                        | Аутоматски/SCADA систем                        |
| Тип турбине и произвођач                                                                                     | Хоризонтална капланова, ECOBulb, Andritz Hydro | Хоризонтална капланова, ECOBulb, Andritz Hydro |
| Тип генератора и произвођач                                                                                  | Синхрони, са трајним магнетима, Andritz Hydro  | Синхрони, са трајним магнетима, Andritz Hydro  |
| Нивои напона мреже на коју су прикључени објекти и постројења                                                | [kV]                                           | 35                                             |
| Број агрегата/блокова                                                                                        | kom                                            | 2                                              |
| Номинална привидна снага на генераторимаna prividna snaga na generatorima                                    | [MVA]                                          | I= 4,995; II=4,995; I+II=9,990;                |
| Номинална активна снага на генераторима                                                                      | [MW]                                           | I= 4,995; II=4,995; I+II=9,990;                |
| Нормални фактор снаге                                                                                        | cos φ                                          | 1                                              |
| Максимална реактивна снага агрегата                                                                          | [MVAr]                                         | 2,2                                            |
| Минимална снага агрегата                                                                                     | [MW]                                           | 0,90                                           |
| Годишња производња електране на прагу (остварена просечна десетогодишња закључно са последњом пуном годином) | [MWh]                                          | 41.603 планирана производња                    |
| Укупни степен корисности                                                                                     | [%]                                            | 88,5                                           |
| Називна снага трансформатора                                                                                 | [MVA]                                          | 10                                             |
| Сопствена потрошња из бранше (остварени просек десетогодишњице закључно са последњом пуном годином)          | [MWh]                                          | 190 планирана                                  |
| Потрошња из мреже (постигнути просечан десетогодишњи период закључно са последњом пуном годином)             | [MWh]                                          | 15 планирана                                   |
| Инсталирани проток агрегата (хидроелектране)                                                                 | [m3/s]                                         | 110 (2 h 55)                                   |
| Енергија добијена од 1[m3] воде                                                                              | [kWh]                                          | 0,0276                                         |
| Количина воде за 1 [kWh] енергије                                                                            | [m3]                                           | 36,159                                         |
| Еколишки прикватљив проток                                                                                   | [m3/s]                                         | 17 раније послато                              |
| Тип акумулације                                                                                              | Вештачка са дневним нивелисањем                | Вештачка са дневним нивелисањем                |
| Укупна запремина акумулације                                                                                 | [106 m³]                                       | 2,31 na koti 227,80                            |
| Корисна запремина акумулације                                                                                | [106 m³]                                       | 2                                              |
| Мртав простор акумулације                                                                                    | [106 m³]                                       | 0,31 на коти 223,00                            |
| Енергетска вредност акумулације за максимални радни ниво                                                     | [MWh]                                          | 51,66                                          |
| Енергетнска вредниост акумулације за минимални радни ниво                                                    | [MWh]                                          | 2,22                                           |
| Радни ниво                                                                                                   |                                                |                                                |
| *максимални                                                                                                  | [m.n.m.]                                       | 227,80                                         |
| *минимални                                                                                                   | [m.n.m.]224,30                                 |                                                |
| Ниво доње воде                                                                                               | [m.n.m.]                                       | 216,71                                         |
| Максимални бруто пад                                                                                         | [m.n.m.][m]                                    | [m.n.m.]11,09                                  |
| Капацитет органа за евакуацију воде                                                                          | [m.n.m.][m3/s]                                 | [m.n.m.]1500                                   |
| Димензије цевовода (унела)                                                                                   | [m.n.m.][m,D,Q]                                | [m.n.m.]2x(18,2[m];5,5[m]; 55 m³/s)            |
| Димензије канала                                                                                             | [m.n.m.][m,Q]                                  | [m.n.m.]2x(35,5[m], 55 [m3/s])                 |

## Студије изводљивости ХЕ на реци Врбас у РС
Оно што је искључиви предмет интересовања предузећа „Хидроелеткрана на Врбасу" а.д. је изградња хидроелектрана на потезу од ХЕ „Бочац" до Крупе на Врбасу. Сагледавањем могућности коришћења хидроенергетског потенцијала слива реке Врбас који припада Републици Српској, констатовано је да неискоришћени технички потенцијал износи 1.118,1 GWh.
Сва досадашња истраживања и израђена пројектна документација указују на атрактивност изградње хидроенергетских постројења нарочито у средњем делу слива реке Врбас, где је могуће изградити неколико ХЕ са великом годишњом производњом, а то су:
ХЕ "Крупа" са котом нормалног успора 228 mnm (из Основе). Профил будуће хидроелектране налази се непосредно узводно од насеља Крупа, у клисури реке Врбас, која почиње низводно од постојеће акумулације компензационог базена и бране ХЕ „Бочац 2“. Кота нормалног успора акумулације ХЕ „Крупа“ је одређена тако да она са узводном ХЕ „Бочац 2“ чини усклађен каскадни систем.
У ХЕ „Крупа“ предвиђена су два агрегата са хоризонталним цевним, двоструко регулисаним, С-турбинама, снаге по 7,7 МW. Инсталисани проток хидроелектране био би 120 m³/s, а номинални пад 14 m. Турбински агрегати имали би инсталисани проток од 60 m³/s, са минималним протоком од 20 m³/s. Процењена средња годишња производња енергије у ХЕ била би 76,4 GWh.
ХЕ „Грбићи" са котом нормалног успора  204 mnm.
ХЕ „Бања Лука" са котом нормалног успора  204 mnm.
ХЕ „Карановац" са котом нормалног успора   172,5 и
ХЕ „Новоселија" са котом нормалног успора   174,6.mnm.
За сваку појединачну хидроелектрану извршене су хидролошке, хидрауличке, енергетске и техноекономске анализе са посебним освртом на утицај изградње ХЕ на животну средину.